# Vierschanzentournee 1978/79
Die 27. Vierschanzentournee 1978/79 war ein internationaler Skisprungwettbewerb, der vom 30. Dezember 1978 bis zum 6. Januar 1979 in Deutschland und Österreich ausgetragen wurde. Veranstaltungsorte waren Oberstdorf und Garmisch-Partenkirchen (Deutschland) sowie Innsbruck und Bischofshofen (Österreich). Tourneesieger wurde der Finne Pentti Kokkonen.

## Teilnehmer
Die vorolympische Saison wurde von den führenden Springernationen als wichtiges Testfeld für die Olympischen Spiele in Lake Placid betrachtet, zumal sich das Personalkarussell nicht unerheblich gedreht hatte. Der zweifache Skiflug-Weltmeister und jahrelange Spitzenspringer Walter Steiner aus der Schweiz hatte nach mehreren Operationen nach der Saison 1977/78 seinen Rücktritt vom Leistungssport erklärt. Allerdings war ihm mit Hansjörg Sumi ein Nachfolger erwachsen, der mit seinem Sieg beim Weihnachtsspringen am 26. Dezember 1978 in St. Moritz aufhorchen ließ. Bei den Österreichern rissen die Probleme nicht ab. Nachdem Olympiasieger Karl Schnabl nach seiner schweren Verletzung bei den Weltmeisterschaften in Lahti mit dem Leistungssport aufgehört hatte, hatte sich der im Aufwind befindliche Toni Innauer Ende November 1978 beim Training eine schwere Bänderverletzung zugezogen und fiel letzten Endes für die gesamte Saison aus. Im Focus stand nun der WM-Zweite Alois Lipburger und der immer stärker werdende Claus Tuchscherer. Auch bei der DDR-Auswahl hatte das Verletzungspech zugeschlagen. Der langjährige Leistungsträger und oft als Titelfavorit genannte Henry Glaß hatte sich im Training eine schmerzhafte Schlüsselbeinprellung zugezogen, die eine Tourneenominierung verhinderte. Mit dem Weltmeister von der kleinen Schanze Mathias Buse, dem Bronzemedaillengewinner von der Großschanze Falko Weißpflog und dem wieder genesenen, zweifachen Tourneegewinner Jochen Danneberg hatte man jedoch mindestens drei Siegspringer im Aufgebot. Jürgen Thomas wurde nicht mehr berücksichtigt, dafür waren erstmals die Nachwuchsspringer Klaus Ostwald und der erst 17-jährige Manfred Deckert nominiert wurden. Und eine weitere Nation war nach den Erfolgen der Vorsaison endgültig in den Favoritenkreis zurückgekehrt. Nachdem das ganzjährige Training auch bei den Finnen eingeführt worden war, zeigten sich rasch Erfolge: Kari Ylianttila gewann die Vierschanzentournee, Tapio Räisänen wurde Weltmeister auf der Großschanze. Beide standen im Tourneeaufgebot, wenngleich die Form von Vorjahressieger Ylianttila nach einem Knöchelbruch bei der WM in Lahti nicht bekannt war. Hinzu kamen mit Törmänen, Puikkonen und Kokkonen Springer, die bei der ersten, noch inoffiziellen Team-WM hinter der DDR-Vertretung die Silbermedaille geholt hatten. Insgesamt umfasste das finnische Aufgebot sieben Springer, so groß wie seit einigen Jahren nicht mehr. Zum erweiterten Favoritenkreis waren noch die Springer aus der Sowjetunion mit dem WM-Dritten Borowitin und die Tschechoslowaken zu zählen. Beim DSV wurde nichts unversucht gelassen, den Anschluss an die Weltspitze herbeizuführen. Dies führte dazu, dass die bundesdeutsche Auswahl mit Abstand die jüngste war. Sieben von elf Springern waren 18 Jahre alt, Peter Leitner konnte sich mit 24 Jahren als Senior der Truppe betrachten. Den Vogel schoss man allerdings mit Thomas Klauser ab. Der Oberbayer war bei seinem Tourneedebüt vierzehneinhalb Jahre alt! Im Springerfeld selbst gab es mit Spanien eine neue Nation zu begrüßen.
| Nation             | Athleten |
| ------------------ | --- |
| BR Deutschland     | Christoph Schwarz, Peter Leitner, Peter Schwinghammer, Hubert Schwarz, Hans-Jürgen Eschrich, Hermann Weinbuch, Frank Sternkopf, Georg Waldvogel, Thomas Klauser, Thomas Prosser, Dirk Kramer |
| DDR                | Jochen Danneberg, Martin Weber, Harald Duschek, Falko Weißpflog, Mathias Buse, Bernd Eckstein, Klaus Ostwald, Manfred Deckert                                                                |
| Österreich         | Hans Millonig, Alois Lipburger, Claus Tuchscherer, Armin Kogler, Hubert Neuper, Willi Pürstl, Alfred Groyer, Alfred Lengauer, Fritz Esser, Heinz Koch, Rudi Wanner, Edi Federer              |
| Finnland           | Jouko Törmänen, Kari Ylianttila, Jari Puikkonen, Pentti Kokkonen, Tapio Räisänen, Seppo Reijonen, Keijo Korhonen                                                                             |
| Frankreich         | Patric Dubiez, Thierry Sauvanet, Philippe Jacoberger, Bernard Moullier |
| Italien            | Ivano Wegher, Lido Tomasi |
| Japan              | Yūji Kawamura, Sakae Tsuruga, Hirokazu Yagi |
| Jugoslawien        | Zdravko Bogataj, Marko Mlakar, Bogdan Norčič, Andrej Kaizer, Miran Tepes |
| Kanada             | Tauno Käyhkö |
| Norwegen           | Johan Sætre, Per Bergerud, Ulf Joergensen, Roger Ruud |
| Polen              | Stanisław Pawlusiak, Piotr Fijas, Stanisław Bobak |
| Schweden           | Christer Karlsson |
| Schweiz            | Hansjörg Sumi, Mario Rinaldi, Harald Reichenbach, Paul Egloff, Robert Mösching |
| Sowjetunion        | Alexei Borowitin, Juri Iwanow, Wladimir Tschernjajew, Waleri Sawin, Wladimir Wlassow, Sergej Muchin, Sergei Saitschik                                                                        |
| Spanien            | Thomas Cano |
| Tschechoslowakei   | Leoš Škoda, Ján Tánczos, Ivo Felix, Josef Samek |
| Ungarn             | László Fischer, Robert Fogarasi, Zoltán Kelemen, Gábor Gellér |
| Vereinigte Staaten | Kip Sundgaard, Jim Denney |

## Oberstdorf
- Datum: 30. Dezember 1978
- Land:  BR Deutschland
- Schanze: Schattenbergschanze
- Zuschauer: 15.000

Im Rahmen allgemeinen Tauwetters über die Weihnachtstage mit Temperaturen deutlich über 0 °C sowie bis dahin geringem Schneefall hatten die Veranstalter enorme Schwierigkeiten, die Schanze ordentlich zu präparieren. Dennoch gelang es, ordentliche Trainingsbedingungen zu schaffen, wenngleich der Amerikaner Reed Zuehlke am zweiten Trainingstag schwer stürzte.

Am Wettbewerbstag selbst herrschten nach 15 Stunden Dauerregen passable Bedingungen. Und der erste Durchgang endete fast erwartungsgemäß mit einer Führung durch Jochen Danneberg, während der zweitplatzierte Iwanow nicht unbedingt dort erwartet worden war. Zusammen mit dem Finnen Kokkonen sprangen nur diese drei Springer im ersten Durchgang über die Hundert-Meter-Marke. Überraschend hatte sich der Österreicher Pürstl nach jahrelanger Durststrecke unter den ersten Fünf eingefunden, während sein Landsmann Tuchscherer nur auf Rang 21 nach dem ersten Durchgang lag.

Ich zweiten Durchgang wurde durch sinkende Temperaturen nach ungefähr dem 20. Springer die Spur schneller und damit die Weiten größer. Die führte auch zur Tagesbestweite von 107 m für Tuchscherer, welche ihn letztlich noch auf den vierten Platz brachte. In der Spitzengruppe sprang Danneberg mit 103,5 m am kürzesten, während Kokkonen 105 m und Iwanow 105,5 weit sprangen. Dies bedeutete am Ende den nicht unbedingt erwarteten Tagessieg von Iwanow mit nur 0,9 Punkten Vorsprung vor Danneberg, der 2,1 Punkte vor Kokkonen lag. Insgesamt kamen fünf Nationen in die Top Ten, darunter zwei Finnen und zwei Österreicher. Die befürchtete Dominanz der DDR-Springer, als man in den letzten Jahren bis zu sechs Springer in den Top Ten hatte, blieb aus.
| Pos. | Springer          | Land             | Punkte |
| 01   | Juri Iwanow       | Sowjetunion      | 235,4  |
| 02   | Jochen Danneberg  | DDR              | 234,5  |
| 03   | Pentti Kokkonen   | Finnland         | 232,4  |
| 04   | Klaus Tuchscherer | Österreich       | 224,4  |
| 05   | Ján Tánczos       | Tschechoslowakei | 222,8  |
| 06   | Harald Duschek    | DDR              | 222,6  |
| 07   | Willi Pürstl      | Österreich       | 221,6  |
| 08   | Hansjörg Sumi     | Schweiz          | 220,2  |
| 09   | Leoš Škoda        | Tschechoslowakei | 217,7  |
| 10   | Jari Puikkonen    | Finnland         | 216,3  |

## Garmisch-Partenkirchen
- Datum: 2. Januar 1979 (am 1.1. witterungsbedingt abgesagt und auf 2.1. verschoben)
- Land:  BR Deutschland
- Schanze: Große Olympiaschanze

Der Katastrophenwinter 1978/79 hatte indirekt auch Auswirkungen auf das Neujahrsspringen. Nach Dauerregen hatte durch stark sinkende Temperaturen heftiger Schneefall eingesetzt, der im Zusammenspiel mit böigem Wind eine Austragung des Springens am Neujahrstag unmöglich machte.

Auch am Sprungtag selbst stand die Veranstaltung unter keinem guten Stern. Auf der umgebauten Schanze, infolge dessen der Anlauf verkürzt worden war, verlor der Norweger Bergerud bereits im Probedurchgang in der Anlaufspur ein Ski und stürzte über den Schanzentisch. Nach diesem Probedurchgang wurde dann allerdings erst die Veranstaltung feierlich eröffnet, was den Start des Springens immer weiter nach hinten verschob. Zu allem Überfluss frischte auch der Wind wieder auf. Dies führte dazu, dass der erste Durchgang nach wenigen Springern zunächst abgebrochen wurde und nach über zwei Stunden erneut begonnen wurde. Durch die enormen Verspätungen konnte letztlich nur noch ein Durchgang durchgeführt werden. Bedingt durch die ständig wechselnden Windverhältnisse und die Begleitumstände des Wettbewerbs kam es zu einem eher überraschenden Wettbewerbsausgang. Der Tschechoslowake Samek gewann das einzige FIS-Springen seiner Karriere, der bis dahin nie sonderlich aufgefallene Jugoslawe Norčič wurde Tageszweiter. Erst auf Rang drei folgte mit Kokkonen ein Titelfavorit. Durch seinen neunten Platz in der Tageswertung, mit dem er 4,3 Punkte hinter Kokkonen lag, verlor Jochen Danneberg auch die Gesamtführung. Schlimmer hattes es jedoch die Österreicher erwischt. Tuchscherer belegte den 24. Platz, was ihn in der Gesamtwertung auf den achten Platz rutschen ließ, Willi Pürstl hatte mit einem 74. Platz in der Tageswertung alle Ambitionen auf einen Topplatzierung in der Gesamtwertung verloren.
| Zwischenstand nach 2 Springen | Zwischenstand nach 2 Springen | Zwischenstand nach 2 Springen |
| Pos.                          | Springer                      | Punkte                        |
| ----------------------------- | ----------------------------- | ----------------------------- |
| 01.                           | Kokkonen                      | 346,8                         |
| 02.                           | Danneberg                     | 344,6                         |
| 03.                           | Duschek                       | 335,8                         |
| 04.                           | Tanczos                       | 334,3                         |
| 05.                           | Sumi                          | 331,4                         |
| 05.                           | Norcic                        | 330,8                         |

| Pos. | Springer         | Land               | Punkte |
| 01   | Josef Samek      | Tschechoslowakei   | 120,5  |
| 02   | Bogdan Norčič    | Jugoslawien        | 117,6  |
| 03   | Pentti Kokkonen  | Finnland           | 114,4  |
| 04   | Harald Duschek   | DDR                | 113,2  |
| 05   | Matthias Buse    | DDR                | 112,5  |
| 06   | Ján Tánczos      | Tschechoslowakei   | 111,5  |
| 07   | Hansjörg Sumi    | Schweiz            | 111,2  |
| 08   | Jim Denney       | Vereinigte Staaten | 110,3  |
| 09   | Jochen Danneberg | DDR                | 110,1  |
| 10   | Stanisław Bobak  | Polen              | 109,4  |

## Innsbruck
- Datum: 4. Januar 1979
- Land:  Österreich
- Schanze: Bergiselschanze
- Zuschauer: 12.000

Der Wettbewerb am Bergisel startete bereits im Training mit einer Hiobsbotschaft für das Team aus Österreich. Willi Pürstl wurde nach seinem Sprung über 102 m im Auslauf durch den stumpfen Schnee so stark gebremst, dass er aushob und mit dem Kopf voran hinstürzte. Neben schweren Schnittwunden im Gesicht erlitt er eine Brustkorbprellung und Verletzungen an beiden Händen, so dass diese beide in Gips gelegt werden mussten.

Am Wettkampftag wurde nach einem 98-m-Sprung des 17-jährigen Manfred Deckert und einem Sturz von Hans Wallner der erste Durchgang abgebrochen und laut österreichischen Medien vor allem auf Betreiben der DDR-Mannschaftsführung der Schanzentisch um 75 cm zurückversetzt. Durch das nun veränderte Schanzenprofil hatten viele Springer Probleme beim Absprung und Weiten über die Hundertmeter-Marke blieben gänzlich aus. Somit legte der Gesamtführende Kokkonen mit 98 m den Grundstein für den Tagessieg, den er mit der gleichen Weite im zweiten Durchgang erzielte. Er verwies den Norweger Ruud und Danneberg auf die Plätze und konnte dabei seinen Vorsprung in der Gesamtwertung auf den Thüringer auf über 14 Punkte ausbauen. Während die DDR-Mannschaft fünf Springer unter den Top Ten platzierte und damit aufsteigende Form bewies, kamen die Hauptakteure der vorangegangenen Springen wie Samek oder Iwanow nur zu enttäuschenden Ergebnissen. Auch bei den Österreichern konnte nur Claus Tuchscherer mit Platz sieben überzeugen, während der Rest von Preimls Team weit abgeschlagen einkam. Der Schweizer Sumi kam erneut in die Top Ten und rutschte damit in der Gesamtwertung weiter nach vorn.
| Zwischenstand nach 3 Springen | Zwischenstand nach 3 Springen | Zwischenstand nach 3 Springen |
| Pos.                          | Springer                      | Punkte                        |
| ----------------------------- | ----------------------------- | ----------------------------- |
| 01.                           | Kokkonen                      | 578,1                         |
| 02.                           | Danneberg                     | 563,4                         |
| 03.                           | Duschek                       | 551,8                         |
| 04.                           | Sumi                          | 546,8                         |
| 05.                           | Tuchscherer                   | 538,0                         |
| 06.                           | Buse                          | 531,8                         |

| Pos. | Springer          | Land       | Punkte |
| 01   | Pentti Kokkonen   | Finnland   | 231,3  |
| 02   | Roger Ruud        | Norwegen   | 224,6  |
| 03   | Jochen Danneberg  | DDR        | 218,8  |
| 04   | Harald Duschek    | DDR        | 216,0  |
| 05   | Hansjörg Sumi     | Schweiz    | 215,4  |
| 06   | Manfred Deckert   | DDR        | 213,3  |
| 07   | Klaus Tuchscherer | Österreich | 213,2  |
| 08   | Johan Sætre       | Norwegen   | 212,3  |
| 09   | Martin Weber      | DDR        | 212,2  |
| 10   | Klaus Ostwald     | DDR        | 211,3  |

## Bischofshofen
Nachdem der Gesamtführende Kokkonen im Training eher magere Leistungen angeboten hatte, hatten vor allem die DDR-Springer um Danneberg noch Hoffnung auf einen Tagessieg und evtl. sogar noch den Gesamtsieg. Doch die Hauptakteure des ersten Durchgangs waren zunächst der Schweizer Sumi mit 105,5 m und der Pole Fijas mit 104 m, während Kokkonen mit 99 m noch mithielt, Danneberg jedoch mit 96,5 m schon wertvolle Punkte verlor. Durch einen 106,5 m -Satz im zweiten Durchgang entriss dann letztlich doch noch Kokkonen in einer knappen Entscheidung dem Norweger Saetre den Tagessieg. Das Spitzenquartett, was durch Sumi und Fijas vervollständigt wurde, lag zwischen Platz eins und vier nur 1,7 Punkte auseinander. Die Geschlagenen waren an diesem Tag die Springer aus der DDR, die zwar wieder 3 Athleten in den Top Ten hatten, aber große Abstände zur Spitze aufwiesen. Überraschung des Tages war der 20-jährige Fijas, der mit dem dritten Platz seine erste Podestplatzierung bei einem großen Skisprungwettbewerb erreichte.
- Datum: 6. Januar 1979
- Land:  Österreich
- Schanze: Paul-Außerleitner-Schanze
- Zuschauer: 5.000

| Pos. | Springer         | Land             | Punkte |
| 01   | Pentti Kokkonen  | Finnland         | 237,5  |
| 02   | Johan Sætre      | Norwegen         | 236,9  |
| 03   | Piotr Fijas      | Polen            | 236,0  |
| 04   | Hansjörg Sumi    | Schweiz          | 235,8  |
| 05   | Jouko Törmänen   | Finnland         | 221,2  |
| 06   | Martin Weber     | DDR              | 219,1  |
| 07   | Leoš Škoda       | Tschechoslowakei | 217,8  |
| 08   | Jochen Danneberg | DDR              | 217,4  |
| 09   | Tapio Räisänen   | Finnland         | 213,7  |
| 10   | Harald Duschek   | DDR              | 213,6  |

## Gesamtstand
Die Tournee der Überraschungssieger und Turbulenzen, so konnte man die 27. Ausgabe der berühmten Springertournee bezeichnen. Mehr als sonst war diesmal bei den unterschiedlichsten Schanzenbedingungen Konstanz gefragt, die sich nicht unbedingt durch Tagessiege ausdrücken musste. So fing letztlich der Schweizer Sumi durch seine vier Top-Ten-Platzierungen Jochen Danneberg noch ab und wurde überraschender Zweiter. Allerdings erlebte Danneberg in Bischofshofen das Gleiche wie sein langjähriger Konkurrent Toni Innauer Jahre zuvor: durch seine schlechte Tagesplatzierung verlor er wertvolle Punkte und rutschte am Ende noch auf den dritten Platz. Gleiches geschah Harald Duschek, der, zwischenzeitlich auf Rang drei liegend, noch vom Podest rutschte und nur mit 0,1 Punkten Vorsprung den vierten Platz in der Gesamtwertung behaupten konnte. Zu den Entdeckungen der Tournee gehörte neben Sumi zweifelsohne der Pole Fijas, der Wochen später Bronze bei der Skiflug-Weltmeisterschaft holte. Bei den Österreichern konnte mit Rang sieben nur Tuchscherer überzeugen, nach dem Ausfall von Innauer und dem Rücktritt von Schnabl klaffte scheinbar eine große Lücke. Allerdings wurde wenige Wochen später Armin Kogler Skiflug-Weltmeister. Nach zwei Tourneesiegen in Folge war nun auch klar, das die Finnen endgültig in der Weltspitze zurück waren.
| Rang | Name              | Nation           | Gesamt- wertung | Oberst- dorf | Garmisch- Partenk. | Inns- bruck- | Bischofs- hofen |
| ---- | ----------------- | ---------------- | --------------- | ------------ | ------------------ | ------------ | --------------- |
| 01   | Pentti Kokkonen   | Finnland         | 812,0           | 232,4 / 03.  | 114,4 / 03.        | 231,3 / 01.  | 237,5 / 01.     |
| 02   | Hansjörg Sumi     | Schweiz          | 782,6           | 220,2 / 08.  | 111,2 / 07.        | 215,4 / 05.  | 235,8 / 04.     |
| 03   | Jochen Danneberg  | DDR              | 780,8           | 234,5 / 02.  | 110,1 / 09.        | 218,8 / 03.  | 217,4 / 08.     |
| 04   | Harald Duschek    | DDR              | 765,4           | 222,6 / 06.  | 113,2 / 04.        | 216,0 / 04.  | 213,6 / 10.     |
| 05   | Johan Saetre      | Norwegen         | 765,3           | 214,3 / 11.  | 101,8 / 20.        | 213,3 /0 8.  | 236,9 / 02.     |
| 06   | Leoš Škoda        | Tschechoslowakei | 748,3           | 217,7 / 06.  | 108,9 / 11.        | 203,9 / 13.  | 217,8 / 07.     |
| 07   | Claus Tuchscherer | Österreich       | 748,1           | 222,4 / 04.  | 100,4 / 23.        | 213,2 / 07.  | 210,1 / 15.     |
| 08   | Mathias Buse      | DDR              | 741,9           | 209,1 / 16.  | 112,5 / 05.        | 210,2 / 11.  | 210,1 / 15.     |
| 09   | Martin Weber      | DDR              | 739,5           | 201,7 / 27.  | 106,5 / 13.        | 212,2 / 09.  | 219,1 / 06.     |
| 10   | Piotr Fijas       | Polen            | 737,2           | 192,6 / 38.  | 104,2 / 14.        | 196,0 / 17.  | 236,0 / 03.     |